# Olympic Athletes from Russia

Die olympische Flagge als Symbol für die Olympiateilnehmer aus Russland

Olympic Athletes from Russia (deutsch Olympiateilnehmer aus Russland/Olympische Athleten aus Russland), Kürzel OAR, ist eine Bezeichnung für russische Athleten, die nach der Suspendierung des Olimpijski komitet Rossii an den Olympischen Winterspielen 2018 an den Start gehen durften.
Voraussetzungen für die Teilnahme waren, dass der Sportler sich für die Winterspiele qualifiziert hatte, keine Dopingmittel nahm und nicht in das im McLaren-Report aufgedeckte russische „Staatsdoping“ verwickelt war, das am 5. Dezember 2017 zur Suspendierung des russischen Nationalen Olympischen Komitees durch das Internationale Olympische Komitee führte.
Als Symbole der Mannschaft wurden die olympische Flagge und die olympische Hymne verwendet.

## Aufhebung von Athletensperrungen durch den CAS ohne Auswirkung auf die Zulassung
Russische Athleten riefen, wie von Alexander Schukow, dem Präsidenten des suspendierten russischen NOKs, angekündigt worden war, den Internationalen Sportgerichtshof (CAS) an. Eine Woche vor Beginn der Olympischen Winterspiele in Pyeongchang hoben die CAS-Richter die lebenslangen Olympiasperren für 28 russische Athleten mit der Begründung auf, dass die Sanktionen wegen nicht ausreichender Beweise nichtig seien und somit auch wieder die Ergebnisse von den Winterspielen in Sotschi 2014 Gültigkeit hätten.
11 Sportler blieben jedoch ausgeschlossen. Das IOC ließ sich auf diese Entscheidung nicht ein, da man dort der Ansicht war, dass das russische Nationale Olympische Komitee ROC aufgrund der Dopingvorwürfe weiterhin suspendiert sei, deshalb können nur russische Sportler auf IOC-Einladung bei den Winterspielen an den Start gehen. Auf der Einladungsliste des IOC standen bis dahin 169 russische Sportler.